# 阿杜尔河畔圣莫里斯
阿杜尔河畔圣莫里斯（法語：Saint-Maurice-sur-Adour，法語發音：[sɛ̃ moʁis syʁ aduʁ]）是法国朗德省的一个市镇，属于蒙德马桑区。

## 地理
阿杜尔河畔圣莫里斯（43°47'6"N, 0°28'3"W）面积9.53 平方千米，位于法国新阿基坦大区朗德省，该省份为法国西南部沿海省份，是法國本土面积第二大的省，北起吉倫特省，西临大西洋，南至大西洋比利牛斯省，东临热尔省，东北与洛特-加龍省接壤。
与阿杜尔河畔圣莫里斯接壤的市镇（或旧市镇、城区）包括：巴斯孔、邦凯、布列塔尼德马尔桑、阿杜尔河畔格勒纳德、拉里维耶尔圣萨万、蒙加亚尔、圣瑟韦。

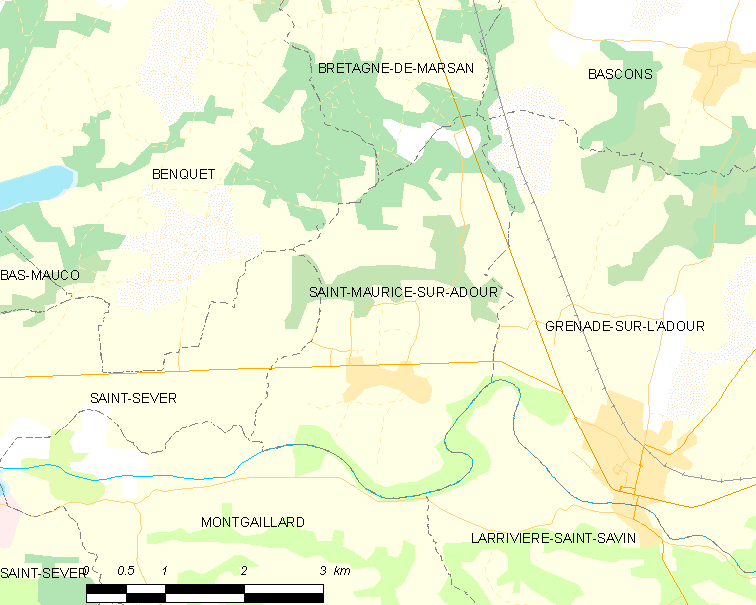
阿杜尔河畔圣莫里斯的OSM定位图

阿杜尔河畔圣莫里斯的时区为UTC+01:00、UTC+02:00（夏令时）。

## 行政
阿杜尔河畔圣莫里斯的邮政编码为40270，INSEE市镇编码为40275。

## 政治
阿杜尔河畔圣莫里斯所属的省级选区为阿杜尔-阿马尼亚克县。

## 人口

1962-2008年间阿杜尔河畔圣莫里斯人口变化图示

阿杜尔河畔圣莫里斯于2022年1月1日时的人口数量为623人。